# Dipartimento di Boutilimit
Il dipartimento di Boutilimit è un dipartimento (moughataa) della regione di Trarza in Mauritania con capoluogo Boutilimit.
Il dipartimento comprende 7 comuni:
- Boutilimit
- Elb Adress
- Ajouir
- N'Teichet
- Nebaghiya
- Tenghadi
- El Moyesser